# Knut Andersson (konstnär)
Knut Axel Andersson, född 20 juni 1934 i Malmö S:t Pauli församling, död 7 april 2021 i Tubbebo i Angerdshestra distrikt i Jönköpings kommun, var en svensk fårbonde och konstnär. Han ägnade sig åt en "radikal engagerande målning" som kommenterade samtidshändelser, men ställde mycket sällan ut något av sin konst under sin livstid. I stället har han fått uppmärksamhet efter sin bortgång, bland annat genom en separatutställning på Liljevalchs konsthall under våren 2023.

## Biografi
Andersson utbildade sig vid Skånska målarskolan i Malmö. Arbetade som speditör innan han tog upp verksamheten som fårbonde i Tubbebo utanför Månsarp, Jönköpings kommun. Under stora delar av sitt liv målade han dock bilder som kommenterade samtida händelser. Bilderna var i en genre som han själv kallade kritisk realism, med en "radikal engagerande målning". De har sparsamt med färger, och är i bland nästan fotokromatiska. Han utgick från nyhetshändelser, ofta hämtade ur Dagens Nyheter, men adderade egna visuella kommentarer. Bilderna ställdes dock mycket sällan ut. De enda gångerna några av bilderna visades upp var på Länssalongen i Jönköping 1977, då en bild ställdes ut, samt i en lokal utställning i Månsarp 2016, under Södra Vätterbygdens konstrunda.
År 2022, efter hans bortgång, ställdes bilderna ut för första gången i en separatutställning, då på Österängens konsthall i Jönköping. Till utställningskatalogen skrev Mårten Castenfors, chef för Liljevalchs konsthall, förordet. Apropå bilderna sade han att "här ser man direkt kvalitet," men att det är ovanligt att okända konstnärer plötsligt dyker upp på det sättet som Knut Andersson gjorde. Efter utställningen på Österängens konsthall beslutade sig även Liljevalchs för att ställa ut Anderssons målningar, och 2023 var det en av de första utställningarna att öppna på Liljevalchs, samtidigt som en utställning med Jockum Nordström.